# Рабиоукс (Кунео)
Рабиоукс је насеље у Италији у округу Кунео, региону Пијемонт.
Према процени из 2011. у насељу је живело 22 становника. Насеље се налази на надморској висини од 1421 м.